# Meistersalz
Meistersalz war ein Begriff für den Salztransport mit einer bestimmten Anzahl von Salzschiffen und genauer Beladung mit Salz. Verladen von Laufener Bürgern, die als Fertiger bezeichnet wurden, übergaben diese den Neufergen die Fracht. Die Fertiger waren genossenschaftlich organisiert und rechtlich durch den Erzbischof berufen.
Die Fracht wurde Hallfahrt genannt und es waren genau 227 Fuder, knapp 14 Tonnen.
Vor 1550 waren es 27 Hallfahrten mit 233 Fudern, etwa 400 Tonnen Salz. Nach anderen Angaben entsprachen 30 abfahrende Schiffe einem Meistersalz.
Die Anzahl der Schiffe für  Meistersalz wurde durch den Vorstrich, das waren die ersten zehn Schiffe, und den Nachstrich, die letzten zehn Schiffe, unterschieden. So ist nachweislich ein Meistersalz nach Obernberg am Inn gegangen.